# Ahmed Hegazi
Ahmed Hegazi (pisany również jako Ahmad Hegazi, w jęz.arab. أجمد حجازى) (ur. 18 czerwca 1935, zm. 15 czerwca 2002) – egipski aktor. Najbardziej znanym na arenie międzynarodowej filmem z jego udziałem jest Al-Mummia (pol. „Mumia”, ang. "Night of Counting the Years").
Wystąpił także w polskich produkcjach – wersji filmowej i telewizyjnej W pustyni i w puszczy oraz filmie o królu Kazimierzu Wielkim.

## Filmografia
– prawdopodobnie niepełna –
- 1990: Iskanderija, kaman oue kaman
- 1981: Sphinx
- 1976: Kazimierz Wielki – jako Wódz Tatarów
- 1974: W pustyni i w puszczy (miniserial) – jako Gebhr
- 1973: W pustyni i w puszczy – jako Gebhr
- 1970: El-Fallâh el-fasîh
- 1969: Al-mummia – jako Brat